# Ian Davidson

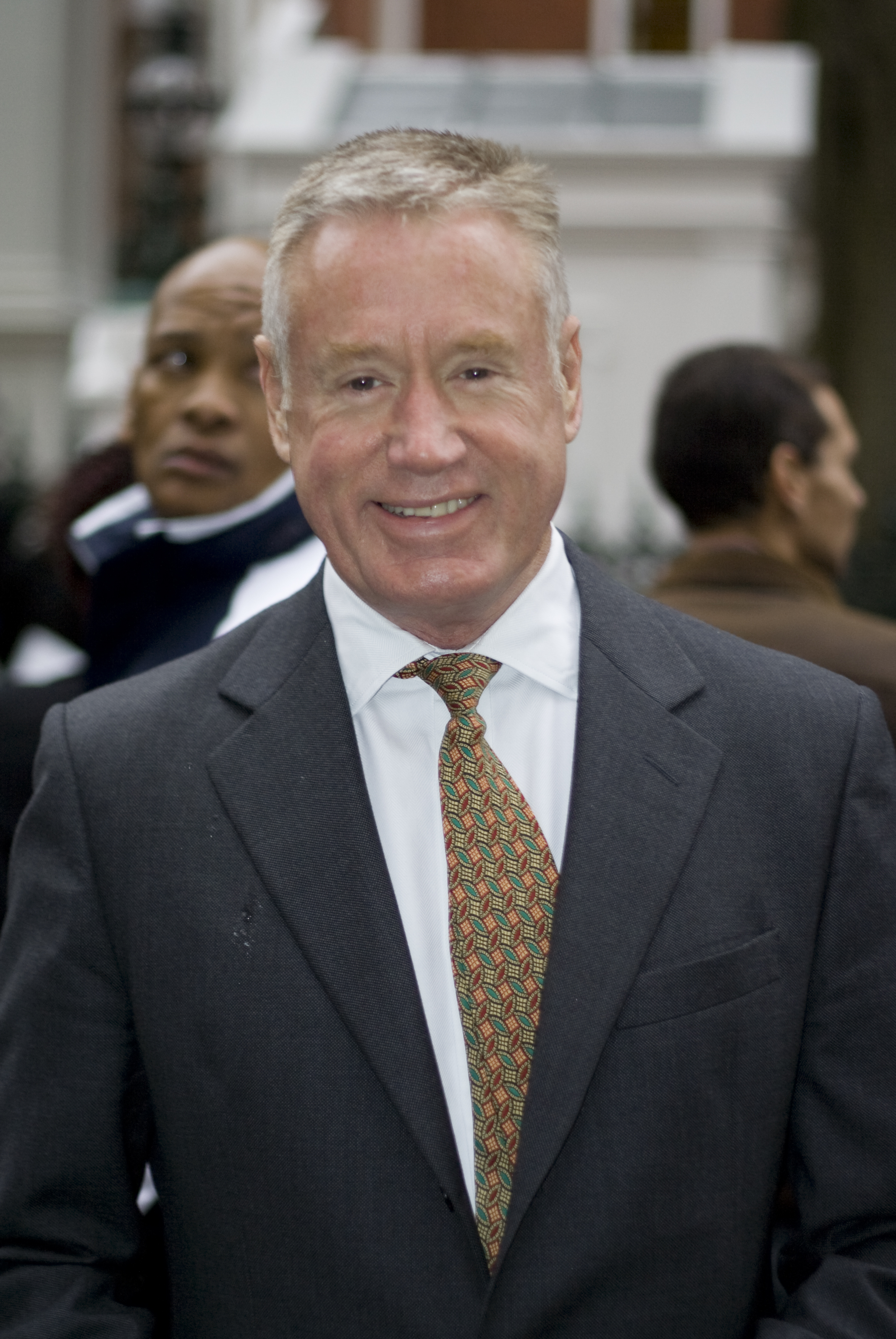
Ian Davidson

Ian Ormiston Davidson (ur. 1 stycznia 1951 w Johannesburgu) – południowoafrykański prawnik, samorządowiec oraz parlamentarzysta, od 2007 główny whip opozycji w Zgromadzeniu Narodowym.
Urodził się i wychował w Johannesburgu. Stopień licencjata (bakałarza) w dziedzinie prawa uzyskał na Uniwersytecie Witwatersrand (później otrzymał tytuł magistra prawa na Uniwersytecie w Stellenbosch). W młodości był m.in. maklerem giełdowym. W wieku osiemnastu lat przystąpił do Partii Postępowej. W latach 1982–1994 sprawował mandat członka Rady Miejskiej w Johannesburgu (z ramienia PP i Partii Demokratycznej). W 1994 wybrano go w skład lokalnego parlamentu w Gautengu. Pięć lat później znalazł się wśród posłów do Zgromadzenia Narodowego Południowej Afryki (po raz kolejny mandat uzyskał w 2004). Od 2007 pełni obowiązki whipa oficjalnej opozycji w parlamencie (wcześniej tę funkcję sprawował Douglas Gibson). Jest również rzecznikiem AD ds. przedsiębiorstw publicznych (w latach 1999–2004: ds. energii i surowców).